# Motimala Bholasing
Motimala Bholasing(h) is een Surinaams zangeres. Ze bracht meerdere albums uit en treedt op in Suriname en Nederland in de stijlen baithak gana en chutney.

## Biografie
Motimala Bholasing komt uit een muzikale familie. Haar broer Angad Bholasing, schoonzus Rosie Bholasing-Jiboth en hun zoon Kishen Bholasing bouwden net als haar een naam op in de muziekstijl baithak gana. Daarnaast is ze in Suriname een van de grote namen in de muziekstijl chutney.
Ze was ook in Nederland voor optredens, waaronder tijdens een bruiloft voor meer dan duizend gasten in Rotterdam in 2019 en tijdens vier onewomanshows in 2023.
Ze bracht meerdere albums uit; haar eerste videoclip verscheen begin 2021. Ze is van inspiratie voor andere artiesten, zoals Viresh Ramsaran en Varsa Kisoen-Manbodh.